# Agokoli
Pour les articles homonymes, voir Togbe.
Togbé Agokoli ou Agokoli 1er, né autour de 1670 et mort en 1720, est le troisième ou cinquième roi de la cité-État de Notsé, capitale historique du peuple Éwé et située dans l'actuelle région des Plateaux au Togo.  Le reigne des Ewes continue de nos jours, et en 2022 le roi Agokoli IV reigne sur les Ewe de Notsè.